# Митрохин, Лев Николаевич
Лев Никола́евич Митро́хин (1 марта 1930, деревня Детчино, Московская область, СССР — 7 января 2005, Москва, Россия) — советский и российский религиовед, философ

, логик, специалист по истории философии, философии религии, протестантизму (особенно баптизму) и новым религиозным движениям. По оценкам некоторых своих коллег, «один из крупнейших учёных-религиоведов». Академик РАН (2000, членкор с 1994).

## Биография
Его отец, генерал, был арестован в июле 1950 года и умер в лагере в 1952 году.
В 1948 году поступил и в 1953 году окончил философский факультет МГУ по кафедре логики, защитив дипломную работу «Закон достаточного основания» под руководством проф. П. С. Попова. В 1956 году завершил аспирантуру по той же кафедре и защитил диссертацию на соискание учёной степени кандидата философских наук по теме «Критика логического учения прагматизма: (Ф. К. С. Шиллер)». Был активистом и председателем студенческого научного общества факультета.
После окончания аспирантуры год проработал в «Литературной газете».
С начала 1958 года работал в Институте философии АН СССР, поступив младший научным сотрудником сектора научного атеизма. После двухлетней работы в ЦК ВЛКСМ в 1961—1963 годах в 1963 г. вернулся в Институт в сектор современной философии Запада, старшим научным сотрудником. Заведовал сектором «Критика современной буржуазной философии» (в отделе современной западной философии), а также был секретарём партийного бюро Института. Способствовал смещению с должности заведующей сектором критики антикоммунизма Е. Д. Модржинской, проводившей в Институте кампанию по борьбе с космополитизмом и отходом от «принципов партийности» (был назначен на её место), а также добился вынесения выговора по обвинению в плагиате академику М. Б. Митину, что повлекло смещение последнего с должности главного редактора журнала «Вопросы философии» и назначение на эту должность И. Т. Фролова, что существенно изменило атмосферу в советской академической философии.
Согласно книге Митрохина «Мои философские собеседники», а также религиоведу Е. Г. Балагушкину и исследованию М. В. Колмаковой, ряд своих работ с 1958 по 1985 год Митрохин написал под псевдонимами «Митнев К.», «Литератор», «Хостин Л.», «Л. Сонин», «Л. Н. Сонин», «Лемин», «Л. Николаев» и «Тимошин Л.».
В 1967 году в Институте философии АН СССР защитил диссертацию на соискание учёной степени доктора философских наук по теме «Философия и практика современного протестантизма (баптизм)».
В 1974 — 1978 годах — на дипломатической службе в США, 1-й секретарь посольства СССР в Вашингтоне. Был женат на Елене Митрохиной (Александра Коста), которая вместе с двумя детьми осталась в США и попросила политическое убежище.
В 1979 — 1987 годах — в Институте международного рабочего движения АН СССР; с 1987 года — вновь в Институте философии.
В 1991 году получил учёное звание профессора.
31 марта 1994 года избран членом-корреспондентом РАН по Отделению философии, социологии, психологии и права, а 26 мая 2000 года стал академиком РАН.
Заведовал Отделом аксиологии и философской антропологии Института философии РАН, был главным редактором журнала Президиума РАН «Общественные науки» («Social Sciences»), членом редакционной коллегии журнала «Вопросы философии» (1968—1978, 1988—2005); действительный член Международной академии информатизации. Председатель экспертного совета ВАК РФ по философии, социологии и культурологии (1999—2005).
В качестве совместителя долгие годы работал на кафедре государственно-конфессиональных отношений РАГС при Президенте РФ.
Автор работ по воззрениям чёрных мусульман, христианских пацифистов, учениям М.-Л. Кинга, Малькольма Икс, Р. Нибура, Б. Грэма.
Умер 7 января 2005 года в Москве. Похоронен на Хованском кладбище в Москве.

## Научные труды

### Книги
- Митрохин Л. Н. Христианская «наука жизни». — М.: Госполитиздат, 1961. — 128 с.
- Митрохин Л. Н. Американские миражи. — М.: Молодая гвардия, 1962. — 320 с. (2-е доп. изд. 1965. — 430 с.).
- Митрохин Л. Н. Современное христианское сектантство. — М.: Знание, 1962. — 40 с.
- Митрохин Л. Н. Баптизм и современность. — М.: Знание, 1964. — 80 с.
- Митрохин Л. Н. Гость или хозяин?. Беседа о баптизме. — М.: Московский рабочий, 1964. — 56 с. — (Беседы о религии).
- Клибанов А. И., Митрохин Л. Н. Кризисные явления в современном баптизме. — М.: Знание, 1967. — 65 с.
- Митрохин Л. Н. Антикоммунизм в США (идеология правого экстремизма). — М.: Знание, 1968. — 48 с.
- Митрохин Л. Н. Баптизм и научное знание. — М.: Знание, 1969. — 62 с.
- Митрохин Л. Н. [publ.lib.ru/ARCHIVES/M/MITROHIN_Lev_Nikolaevich/Mitrohin_L.N._Baptizm.(1974).%5Bdjv%5D.zip Баптизм]. — М.: Политиздат, 1974. — (Библиотека «Современные религии»). (недоступная ссылка) (1-е изд. Баптизм. М., Политиздат. 1966. 264 с.)
- Митрохин Л. Н. Негритянское движение в США: идеология и практика. — М.: Мысль, 1974. — 199 с. (М., Соцэкгиз. — 1974. — 200 с.)
- Митрохин Л. Н. Диалог марксистов с христианами. — М.: Знание, 1974. — 64 с.
- Митрохин Л. Н. Религиозные «культы» в США. — М.: Знание, 1984. — 64 с.
- Митрохин Л. Н. Религии «Нового века». — М.: Советская Россия, 1985. — 157 с.
- Клибанов, А. И., Митрохин Л. Н. Крещение Руси: история и современность. — М.: Знание, 1988. — 64 с.
- Mitrohin L.N. Marxisten und Christen. APN-Verlag. 1988. S. 62. (Митрохин, Л. Н. Марксисты и христиане : [Пер. с рус.] / Лев Митрохин. — М. : Изд-во Агентства печати «Новости», 1988. — 78,[2] с.)
- Митрохин Л. Н. Религия и политика. — М.: Знание, 1991. — 78 с.
- Митрохин Л. Н. Философия религии (опыт истолкования Марксова наследия). — М.: Республика, 1993. — 415 с.
- Митрохин Л. Н. Баптизм: история и современность: (Философско-социологические очерки). — СПб.: РХГИ, 1997. — 480 с.
- Митрохин Л. Н. Религия и культура (философские очерки). — М.: ИФ РАН, 2000. — 318 с.

Митрохин Л. Н. Христианство и политика: Учебное пособие. — М.: РАГС, 2003. — 168 с.
- Митрохин Л. Н. Понятие религии. — М.: Современный гуманитарный университет, 2003. — 294 с.
- Митрохин Л. Н. Мои философские собеседники. — СПб.: Изд-во РХГА, 2005. — 648 с.
- Митрохин, Л. Н. Философские проблемы религиоведения. — СПб.: Издательство РХГА, 2008. — 1046 с. — 800 экз. — ISBN 978-5-88812-348-5.

### Статьи
на русском языке
- Мельвиль, Ю. К., Митрохин, Л. Н. Нигилизм Джона Дьюи // «Вопросы философии». — 1956. — № 3.
- Митрохин, Л. Н. Проблема понятия в логике прагматизма. // «Вестник Московского университета. Серия экономики, философии, права». — 1957. — № 1.
- Мельвиль, Ю. К.,Митрохин, Л. Н. Об основных чертах и направлениях современной буржуазной философии // «В помощь политическому самообразованию». — 1957. — № 11-12.
- Мшвениерадзе В. В., Митрохин, Л. Н. Новый труд о современной буржуазной философии // Вопросы философии. — 1958. — № 10
- Митрохин, Л. Н. Послесловие и комментарии // «Почему мы порвали с религией». — М., Госполитиздат, 1958.
- Митрохин, Л. Н. Мораль и религия. // «В помощь политическому самообразованию». — 1959 г. — № 8.
- Митрохин, Л. Н. Современное православие. // Наука и религия. — 1959 г. — № 1.
- Митрохин, Л. Н. Путь Жана Баруа. // Молодая гвардия . — 1959 г. — № 12
- Митрохин, Л. Н. Изучение сектантства в Тамбовской области. // Вопросы философии. —1960. — № 1.
- Митрохин, Л. Н. О современном баптизме. // Наука и религия. — 1960. — № 5.
- Митрохин, Л. Н. Критерий истины в философии прагматизма. // Сборник «Практика — критерий истины». — М.:Соцэкгиз, 1960.
- Философская энциклопедия
  - Митрохин, Л. Н. Адвентисты // Философская энциклопедия: В 5 т. — T.I. — M.: Советская энциклопедия, 1960. — С. 24.
  - Митрохин, Л. Н. Баптисты // Философская энциклопедия: В 5 т. — T.I. — M.: Советская энциклопедия, 1960. — С. 129—130.
  - Митрохин, Л. Н. Джемс Уильям // Философская энциклопедия: В 5 т. — T.I. — M.: Советская энциклопедия, 1960. — С. 470—471.
  - Митрохин, Л. Н. Дьюи Джон // Философская энциклопедия: В 5 т. — T.I. — M.: Советская энциклопедия, 1960. —
- Митрохин, Л. Н. Что сковывает ум молодого американца. // Вопросы философии. — 1961. — № 1.
- Клибанов, А. И., Митрохин, Л. Н. Коммунистическое воспитание и борьба против религиозного сектантства. // «Коммунист». — 1961. — № 2.
- Митрохин, Л. Н. Христианское сектантство в СССР. // «Основы научного атеизма». — М.: Госполитиздат, 1961.
- Митрохин, Л. Н. Социология иллюзий // Наука и религия. 1961. № 2. — С. 93. (подписано Л. Николаев)
- Митрохин, Л. Н. Пустынные горизонты. // Молодой коммунист. — 1962. — № 3.
- Митрохин, Л. Н. Воспитание молодёжи на производстве. // «Коммунист». — 1963. — № 8.
- Митрохин, Л. Н. Проблема человека в марксистском освещении. // Вопросы философии. — 1963. — № 8
- Митрохин, Л. Н., Басин Е. Я. Антикоммунизм богобоязненного пастыря и «холодная война» // Вопросы философии. — 1964. — № 1. — С. 126. (подписано Л. Н. Сонин)
- Митрохин, Л. Н., Лягушина Э. Я. Некоторые черты современного баптизма // Вопросы философии. — 1964. — № 2. — С. 62-73
- Митрохин, Л. Н. Критика прагматизма по вопросу о методе научного исследования. // «Проблемы научного метода». — М.:"Наука", 1964.
- Митрохин, Л. Н. О методологии и конкретных исследований в области религии // Социология в СССР: В 2 т. — М., 1965. — Т.1. — С.297-322.
- Митрохин, Л. Н. Религия и советская действительность. // «Беседы о религии и знании» /под ред. Ю. П. Францева, 1962. (4-е изд. М. Политиздат. 1967.)
- Митрохин, Л. Н. Социальная природа баптизма // Наука и религия. — 1965. — № 3. — С. 30-33.
- Митрохин, Л. Н. Человек и бог в баптизме // Наука и религия. — 1965. — № 4. — С. 43-46.
- Митрохин, Л. Н. Баптизм и современное естествознание // Наука и религия. 1965. — № 5. — С. 10-13.
- Митрохин, Л. Н. Социальная философия Мартина Лютера Кинга // Вопросы философии. — 1965. — № 7. — С. 114—125.
- Митрохин, Л. Н. Баптизм и мораль // Наука и религия. — 1965. — № 7.
- Митрохин, Л. Н. Баптизм и труд // Наука и религия. — 1965. — № 10. — С. 21-23.
- Митрохин, Л. Н. Баптизм о «любви к ближнему» // Наука и религия. 1965. № 11.
- Митрохин, Л. Н. Проблема личности в протестантизме // Человек в социалистическом и буржуазном обществе: Симпозиум.: Докл. и сообщения. — М., 1965. — С. 59-86.
- Митрохин, Л. Н. О природе баптистского утешения // Наука и религия. — 1966. — № 5. — С. 52-56.
- Замошкин, Ю. А., Митрохин, Л. Н. Социально-психологические корни антикоммунизма в США //Вопросы философии. — 1966. — № 10.
- Митрохин, Л. Н. Баптизм о смысле жизни // Наука и религия. — 1967. — № 7. — С. 24-28.
- Клибанов А. И., Митрохин, Л. Н. Раскол в современном баптизме // Вопросы научного атеизма. Вып. 3 / Редкол. А. Ф. Окулов (отв. ред.) и др.; Акад. обществ. наук ЦК КПСС. Ин-т научного атеизма. — М.: Мысль, 1967. — С. 84—110. — 391 с. — 22 000 экз.
- Митрохин, Л. Н. О методологии исследований современной религиозности // Конкретные исследования современных религиозных верований. — М.: «Мысль», 1967. — С. 35-52.
- Замошкин, Ю. А., Митрохин, Л. Н. Национально-психологические корни антикоммунизма в США. // «Современная буржуазная идеология в США. — М.: „Мысль“, 1967.
- Митрохин, Л. Н. Современный пацифизм (квакеры). // „Проблемы войны и мира“. — М.: „Мысль“, 1967.
- Митрохин, Л. Н.Философия в современной борьбе идей (в соавторстве). // „Вопросы философии“ — 1968. — № 7 (передовая)
- Митрохин, Л. Н. Человек в баптистской общине // Вопросы философии. — 1968. — № 8. — С. 42-52.
- Митрохин, Л. Н. „Чёрные мусульмане“ в США // Наука и религия — 1968. — № 11. — С. 74-79.
- Митрохин, Л. Н. Протестантская концепция человека // Проблема человека в современной философии. — М.: „Наука“, 1968. — С. 346—373.
- Митрохин, Л. Н. Методологические проблемы изучения личности. // „Личность при социализме“. — М.: „Наука“, 1968.
- Митрохин, Л. Н. О Роберте Шекли (послесловие). // „Библиотека современной фантастики“. — Т. 16. — М.:»Молодая Гвардия", 1969.
- Митрохин, Л. Н. Заметки о философском конгрессе.// Вопросы философии. — 1969. — № 1.
- Митрохин, Л. Н. «Нация ислама» и Малкольм X (О социальной программе американской организации «Чёрные мусульмане») // Вопросы философии. 1970. — № 3. — С. 120—133.
- Митрохин, Л. Н. Дискуссии о Марксе. // «Философия и современность». — 1971. — № 7.
- Митрохин, Л. Н. О «диалоге» марксистов и христиан // Вопросы философии. — 1971. — № 7. — С. 48-58.
- Митрохин, Л. Н. Предисловие // З. В. Калиничева «Социальная сущность баптизма». — Л.: «Наука», 1972.
- Митрохин, Л. Н. Сциентизм и антропологизм в современном идеализме. // «Ленинизм, история философии, современность». — София, 1972
- Митрохин, Л. Н. Научно-технический прогресс и современное христианство // Вопросы философии. — 1972. — № 11. — С. 56—69.
- Митрохин, Л. Н. Гуманизм и мысль Маркса.// Вопросы философии. — 1972. — № 11.
- Митрохин, Л. Н. Философия и наука в современном мире (Предисловие) // «Философия и наука». — М.: «Наука», 1972.
- Митрохин, Л. Н. Научный поиск и борьба идей в философии. // Вопросы философии. — 1973. — № 2.
- Митрохин, Л. Н. Христианство в эпоху научно-технической революции. Статья 1 // Наука и религия. — 1973. — № 6. — С. 28-34.
- Митрохин, Л. Н. Христианство в эпоху научно-технической революции. Статья 2 // Наука и религия. — 1973. — № 8. — С. 9-14.
- Митрохин, Л. Н. Христианство в эпоху научно-технической революции. Статья 3 // Наука и религия. — 1973. — № 11. — С. 29-35.
- Митрохин Л. Н. «Социальная терапия» Билли Грейэма // Вопросы философии. — 1973. — № 6. — С. 130—142.
- Митрохин, Л. Н. Проблема человека и духовные ценности // «Человек, наука, техника». —М.:Политиздат, 1973. — С. 238—253, 268—283.
- Митрохин, Л. Н. Введение // «Буржуазная философия XX века». — М.:Политиздат, 1974. — С. 3-37.
- Митрохин, Л. Н. Лозунг «черной власти» в США. // Вопросы философии. — 1974. — № 4.
- Митрохин, Л. Н. Американская молодежь и религиозные «культы». //«BcecBit». — 1981. — № 4.
- Митрохин, Л. Н. Перечитывая Ленина. // «Наука и религия». — 1982. — № 3, 4
- Митрохин Л. Н. Религии «Нового века» в США // Вопросы философии. — 1982. — № 4. — С. 73—81.
- Митрохин Л. Н. США: новые «культы» и молодёжь // Наука и религия. — 1982. — № 7. — С. 60—63. (подп.: Л. Тимошин).
- Митрохин Л. Н. США: новые «культы» и молодёжь // Знание — сила. — 1982. — № 8. — С. 38—39. (подп.: Л. Тимошин).
- Митрохин Л. Н. Фатальный исход «Народного храма» // Наука и религия. — 1982. — № 9. — С. 55—59. (подп.: Л. Тимошин).
- Митрохин Л. Н. «Мессия должен быть богаче всех» (О «церкви унификации», основанной Сан Мен Муном, США) // Наука и религия. — 1982. — № 11. — С. 59—63. (подп.: Л. Тимошин).
- Митрохин, Л. Н. Понятие религии у Маркса // Вопросы философии. — 1983. — № 8. — С. 44—58. Резюме на англ. яз. — С. 173.
- Митрохин Л. Н. «…Этот странный мир Харе Кришна» // Наука и религия. — 1983. — № 1. — С. 52—57.
- Митрохин Л. Н. «…Этот странный мир Харе Кришна» // Наука и религия. — 1983. — № 2. — С. 59—63. (подп.: Л. Тимошин).
- Митрохин Л. Н. «Моисей» Берг; «пастырство флиртующей рыбки» // Наука и религия. — 1983. — № 9. — С. 57—60. (подп.: Л. Тимошин).
- Митрохин Л. Н. «Моисей» Берг; «пастырство флиртующей рыбки» // Наука и религия. — 1983. — № 10. — С. 54—57. (подп.: Л. Тимошин).
- Митрохин, Л. Н. Антивоенные движения и борьба идей. // Бюллетень ИМРД АН СССР, 1983
- Митрохин, Л. Н. Беседы об атеистическом наследии Маркса. Беседа 1: Понять во всей цельности. // Наука и религия. — 1983. — № 4. — С. 23—27.
- Митрохин, Л. Н. Беседы об атеистическом наследии Маркса. Беседа 2: Социальная природа религии // Наука и религия. — 1983. — № 6. — С. 11—14.
- Митрохин, Л. Н. Беседы об атеистическом наследии Маркса. Беседа 3: Наука и религия // Наука и религия. — 1983. — № 8. — С. 22-27.
- Митрохин, Л. Н. Беседы об атеистическом наследии Маркса. Беседа 4: Религия и политика // Наука и религия. — 1983. — № 10. — С. 19-23.
- Митрохин, Л. Н. Беседы об атеистическом наследии Маркса. Беседа 5: Мораль и религия // Наука и религия. — 1983. — № 12. — С. 10-14.
- Митрохин, Л. Н. Беседы об атеистическом наследии Маркса. Беседа 6: Личность и религия // Наука и религия. — 1984. — № 2. — С. 16-20.
- Митрохин, Л. Н. Беседы об атеистическом наследии Маркса. Беседа 7: Исторические судьбы религии // Наука и религия. — 1984. — № 5. — С. 18—23.
- Митрохин, Л. Н. Христианство и борьба за мир (Религиозный пацифизм на Западе: истоки и социальная роль). // Вопросы философии. — 1984. — № 11.
- Митрохин, Л. Н. «Как молоды мы были…». // «Наука и религия». — 1984. — № 9.
- Митрохин, Л. Н. Философия, религия, культура [Рецензия] // Вопросы философии. — № 6
- Митрохин, Л. Н. Сайентология: фантастику в бизнес // Наука и религия. — 1985. — № 2. — С. 58—62. (подп.: Л. Тимошин).
- Митрохин, Л. Н. Сайентология: фантастику в бизнес // Наука и религия. — 1985. — № 4. — С. 57—60. (подп.: Л. Тимошин).
- Митрохин, Л. Н. Стефан Цвейг: фанатики, еретики, гуманисты [вступительная статья] // Цвейг Стефан. Очерки. — М.: Советская Россия, 1985. — С. 5—46.
- Митрохин, Л. Н. Философия ранних буржуазных революций (размышления о книге). // Вопросы философии. — 1985. — № 3.
- Митрохин, Л. Н. Атеистическое наследие Энгельса. Статья 1. Прощание с «вуппертальской верой» // Наука и религия. — 1985. — № 8. — С. 10—14.
- Митрохин, Л. Н. Атеистическое наследие Энгельса. Статья 2. Первоначальное христианство // Наука и религия. — 1985. — № 9. — С. 17—21.
- Митрохин, Л. Н. Атеистическое наследие Энгельса. Статья 3. Эпоха Реформации // Наука и религия. — 1985. — № 10. — С. 20-24.
- Митрохин, Л. Н. Атеистическое наследие Энгельса. Статья 4. Освобождение естествознания от теологии // Наука и религия. — 1985. — № 11. — С. 17—21.
- Митрохин, Л. Н. Социально-психологическая природа «религий Нового века». //Вопросы научного атеизма. — 1985. — № 32.
- Митрохин, Л. Н. Религия и политика // Вопросы научного атеизма. — 1985. — № 33. — С. 7—28.
- Митрохин, Л. Н. К вопросу об истоках и роли современного пацифизма на Западе.// «Вопрос всех вопросов». — М.: Политиздат, 1985.
- Митрохин, Л. Н. Вундеркинд из «Миссии божественного света». //Наука и религия. — 1985. — № 12. — С. 44 — 48. (подп.: Л. Тимошин).
- Митрохин Л. Н. Религия и политика // Вопросы научного атеизма. Вып. 33. Религия и политика / Редкол. В. И. Гараджа (отв. ред.) и др.; Акад. обществ. наук ЦК КПСС. Ин-т научного атеизма. — М.: Мысль, 1985. — С. 7—28. — 303 с. — 22 700 экз.
- Митрохин Л. Н. Методологический аспект исследования религиозной морали // Вопросы научного атеизма. Вып. 34 / Редкол. В. И. Гараджа (отв. ред.) и др.; Акад. обществ. наук ЦК КПСС. Ин-т научного атеизма. — М.: Мысль, 1986. — С. 26—43. — 301 с. — 20 425 экз.
- Митрохин, Л. Н. Христианство о войне и мире // Наука и религия. — 1986. — № 6. — С. 14—17.
- Митрохин, Л. Н. О «теологии освобождения» // Наука и религия. — 1986. — № 7. — С. 52—55.
- Митрохин, Л. Н. Методологический аспект исследования религиозной морали // Вопросы научного атеизма. — М.: «Мысль», 1986. — № 34. — С. 26—43.
- Митрохин, Л. Н. Вступление // Стефан Цвейг "Совесть против насилия, Кастеллио против Кальвина. — М., «Мысль», 1986.
- Митрохин, Л. Н. Атеизм Маркса в наши дни // Мир человека: Ежегодник. — М.: Молодая гвардия, 1986. — С. 40-53.
- Митрохин, Л. Н. От диалога — к сотрудничеству. // Наука и религия. — 1987. — № 6.
- Митрохин, Л. Н. Религия в системе культуры. 1. Древнее общество // Наука и религия. — 1987. — № 8. — С. 14-17.
- Митрохин, Л. Н. Религия в системе культуры. 2. Становление христианства — мировой V' религии // Наука и религия. — 1987. № 10. — С. 3—5.
- Митрохин, Л. Н. Кто такие кришнаиты? // Атеизм и религия: вопросы и ответы. — М.: Политиздат, 1987.
- Митрохин, Л. Н. Социалистическая действительность и религия // Наука и религия. — 1987. — № 11. — С. 40-43.
- Клибанов А. И., Митрохин, Л. Н. История и религия // Коммунист. — 1987. — № 12.
- Клибанов А. И., Митрохин, Л. Н. Социализм и религия //Коммунист. — 1988. — № 4.
- Митрохин, Л. Н. Новое мышление и социальный прогресс. // «Рабочий класс и современный мир». — 1988. — № 1.
- Митрохин, Л. Н. Религия в системе культуры. 3. Великая эпоха: Ренессанс — Реформация // Наука и религия. — 1988. — № 1. — С. 22-25.
- Митрохин, Л. Н. Соммерсет Моэм: бремя религиозных страстей [предисловие]// Моэм Сомерсет. Каталина. — М.: Советская Россия, 1988.
- Митрохин, Л. Н. Глава 4. Гуманизм марксистского атеизма. Гл. 4. Наука против религиозных представлений. // «Научный атеизм». — М.: Политиздат, 1988. — С. 86-224.
- Митрохин, Л. Н. Диалог философских культур (О 13-м Всемирном философском конгрессе). //Коммунист. — 1988. — № 16.
- Митрохин, Л. Н. Религия и социальные движения современности. // «Марксизм-ленинизм и реалии конца XX столетия». — М.: Политиздат, 1988.
- Митрохин, Л. Н. Мистицизм как историко-культурный феномен. // «Вопросы научного атеизма». — 1988. — № 38.
- Клибанов А. И., Митрохин, Л. Н. Религия как предмет науки // Религии мира-87. — М.: Наука, 1989. — С. 5—34.
- Митрохин, Л. Н. Религия и нация. // Наука и религия. — 1989. — № 1.
- Митрохин, Л. Н. Голоса конгресса. // Вопросы философии. — 1989. — № 2.
- Митрохин, Л. Н. Философы и религия // Вопросы философии. — 1989. — № 9. — С. 16—35.
- Митрохин, Л. Н. Резюме на англ. яз. // Вопросы философии. — 1989. — № 9. — С. 174.
- Митрохин, Л. Н. Религия и перестройка. // «Журналист». — 1989. — № 4.
- Митрохин, Л. Н. Марксисты и христиане (к проблеме диалога). //Коммунист. — 1989. — № 7.
- Митрохин, Л. Н. Религия и мы // Квинтэссенция: Философский альманах / Сост. B. И. Мудрагей, В. И. Усанов. — М.: Политиздат, 1990. — С. 307—340.
- Митрохин, Л. Н. Протестантизм как феномен европейской культуры // Протестантизм: Словарь атеиста. — М.: Политиздат, 1990. ISBN 5-250-00373-7
- Митрохин, Л. Н. Христианские ценности на рубеже III тысячелетия // «Диспут». — 1992. — № 1. — С. 7-20.
- Митрохин, Л. Н. Интервью с проф. Г.Рормозером. // «Диспут». — М., 1992. — № 1.
- Митрохин, Л. Н. Кто есть истина? // «Диспут». — М., 1992. — № 2.
- Митрохин, Л. Н. Религия и политика в российской исторической традиции // Религия и политика в посткоммунистической России. — М.: ИФРАН, 1994. — C. 6-32.
- Митрохин, Л. Н. Новые религиозные правые. Заключение // Религия и политика в посткоммунистической России. — М.:ИФРАН, 1994 — С. 220—236.
- Митрохин, Л. Н. Религиозная ситуация в современной России // Социологические исследования. — 1995. — № 11. — С. 79-81.
- Митрохин, Л. Н. Религия, нравственность, возрождение // Россия на новом рубеже. — М.:"Апрель — 85": «Горбачёв-Фонд», 1995. — С. 203—228.
- Г.Рормозер — Л. Митрохин (диалог): Религия и политика в контексте современности. // Кентавр перед Сфинксом. — М.:"Апрель — 85", 1995.
- Митрохин, Л. Н. О времени и о себе.// «Вопросы философии». — 1995. — № 6.
- Митрохин, Л. Н. «Нетрадиционные религии» в посткоммунистической России (круглый стол) // Вопросы философии. — 1996. — № 12. — С. 3—32.
- Митрохин, Л. Н. Баллада об «атеистическом топоре» // Религия и права человека. На пути к свободе совести. III.— М.:"Наука", 1996. — С. 65-88.
- Митрохин, Л. Н. О «религиозном возрождении» России. // «Российский обозреватель». — 1996. — № 2.
- Митрохин, Л. Н. «Веру нащупываем от противного». // «Новая Россия». — 1996. — № 2.
- Митрохин, Л. Н. О свободе совести. // «Российский обозреватель». — 1996. — № 5.
- Митрохин, Л. Н. «Докладная записка» — 74. // «Вопросы философии». — 1997. — № 8.
- Митрохин, Л. Н. Была ли реформация в России? // Российская цивилизация. Этнокультурные и духовные аспекты. — М., 1998. — С. 219—230.
- Митрохин, Л. Н. «Критика религии по существу закончена…» // К. Маркс и современная философия. М.: ИФ РАН, 1999. — С. 168—179.
- Митрохин, Л. Н. Грэм Б. // Политическая энциклопедия: В 2 т. — Т. 2. / Национальный общественно-научный фонд; Рук. проекта Г. Ю. Семигин; Науч.-ред. совет: пред. совета Г. Ю. Семигин. — М.: Мысль, 1999.
- Митрохин, Л. Н. Кинг М. Л. // Политическая энциклопедия: В 2 т. — Т. 2. / Национальный общественно-научный фонд; Рук. проекта Г. Ю. Семигин; Науч.-ред. совет: пред. совета Г. Ю. Семигин. — М.: Мысль, 1999.
- Митрохин, Л. Н. Нибур Р. // Политическая энциклопедия: В 2 т. — Т. 2. / Национальный общественно-научный фонд; Рук. проекта Г. Ю. Семигин; Науч.-ред. совет: пред. совета Г. Ю. Семигин. — М.: Мысль, 1999.
- Митрохин, Л. Н. Пацифизм // Политическая энциклопедия: В 2 т. — Т. 2. / Национальный общественно-научный фонд; Рук. проекта Г. Ю. Семигин; Науч.-ред. совет: пред. совета Г. Ю. Семигин. — М.: Мысль, 1999.
- Митрохин, Л. Н. Религиозный фактор (в политике) // Политическая энциклопедия: В 2 т. — Т. 2. / Национальный общественно-научный фонд; Рук. проекта Г. Ю. Семигин; Науч.-ред. совет: пред. совета Г. Ю. Семигин. — М.: Мысль, 1999.
- Митрохин, Л. Н. Социальный евангелизм // Политическая энциклопедия: В 2 т. — Т. 2. / Национальный общественно-научный фонд; Рук. проекта Г. Ю. Семигин; Науч.-ред. совет: пред. совета Г. Ю. Семигин. — М.: Мысль, 1999.
- Митрохин, Л. Н. Предельно сложная форма культуры [Текст] : о религии / Л. Митрохин // Народное образование. — 2000. — № 1. — С. 183—185.
- Митрохин, Л. Н. Научное знание и религия на рубеже XXI века // Вестник Российской академии наук. — 2000. — Т. 70. — № 1. — Январь. — С. 1—9.
- Митрохин, Л. Н. Религия и образование в XXI веке // Социология. [Минск,] 2000. № 4.С. 46-57.
- Митрохин, Л. Н. Арминий // Новая философская энциклопедия: В 4 т. — М.: Мысль, 2000. — Т. I. — С. 179—180.
- Митрохин, Л. Н. Баптизм // Новая философская энциклопедия: В 4 т. — М.: Мысль, 2000. — Т. I. — С. 215.
- Митрохин, Л. Н. Грэм Б. // Новая философская энциклопедия: В 4 т. — М.: Мысль, 2000. — Т. I. — С. 562.
- Митрохин, Л. Н. Диссентеры // Новая философская энциклопедия: В 4 т. — М.: Мысль, 2000. — Т. I. — С. 671—672.
- Митрохин, Л. Н. Научное знание и религия в XXI веке. Исторические предпосылки и перспективы диалога науки и религии // Наука и вера. Высшая религиозно-философская школа. — СПб., 2001. — С. 5—21.
- Митрохин, Л. Н. Кальвин Ж. // Новая философская энциклопедия: В 4 т. — М.: Мысль, 2001. — Т. II. — С. 200—201.
- Митрохин, Л. Н. Кальвинизм // Новая философская энциклопедия: В 4 т. — М.: Мысль, 2001. — Т. II. — С. 201—202.
- Митрохин, Л. Н. Кинг М. Л. // Новая философская энциклопедия: В 4 т. — М.: Мысль, 2001. — Т. II. — С. 243—244.
- Митрохин, Л. Н. Лютер М. // Новая философская энциклопедия: В 4 т. — М.: Мысль, 2001. — Т. II. — С. 467—469.
- Митрохин, Л. Н. Лютеранство // Новая философская энциклопедия: В 4 т. — М.: Мысль, 2001. — Т. II. — С. 469.
- Митрохин, Л. Н. Меланхтон Ф. // Новая философская энциклопедия: В 4 т. — М.: Мысль, 2001. — Т. II. — С. 522.
- Митрохин, Л. Н. Мэтьюс Ш. // Новая философская энциклопедия: В 4 т. — М.: Мысль, 2001. — Т. II. — С. 634.
- Митрохин, Л. Н. Нетрадиционные религии // Новая философская энциклопедия: В 4 т. — М.: Мысль, 2001. — Т. III. — С. 79—81.
- Митрохин, Л. Н. Нибур Райнхольд // Новая философская энциклопедия: В 4 т. — М.: Мысль, 2001. — Т. III. — С. 81—82.
- Митрохин, Л. Н. Пацифизм религиозный // Новая философская энциклопедия: В 4 т. — М.: Мысль, 2001. — Т. III. — С. 215.
- Митрохин, Л. Н. Протестантизм // Новая философская энциклопедия: В 4 т. — М.: Мысль, 2001. — Т. III. — С. 375—377.
- Митрохин, Л. Н. Раушенбуш У. // Новая философская энциклопедия: В 4 т. — М.: Мысль, 2001. — Т. III. — С. 420—421.
- Митрохин, Л. Н. Религия // Новая философская энциклопедия: В 4 т. — М.: Мысль, 2001. — Т. III. — С. 436—442.
- Митрохин, Л. Н. Сектантство // Новая философская энциклопедия: В 4 т. — М.: Мысль, 2001. — Т. III. —
- Митрохин, Л. Н. Социальный евангелизм // Новая философская энциклопедия: В 4 т. — М.: Мысль, 2001. — Т. III. —
- Митрохин, Л. Н. Тиллих П. // Новая философская энциклопедия: В 4 т. — М.: Мысль, 2001. — Т. IV. — С. 66-68.
- Гараджа В. И., Митрохин, Л. Н. Философия религии // Новая философская энциклопедия: В 4 т. — М.: Мысль, 2001. — Т. IV. — С. 230—235.
- Митрохин, Л. Н. Франк Себастьян // Новая философская энциклопедия: В 4 т. — М.: Мысль, 2001. — Т. IV. — С. 271.
- Митрохин, Л. Н. Цвингли У. // Новая философская энциклопедия: В 4 т. — М.: Мысль, 2001. — Т. IV. — С. 314.
- Митрохин, Л. Н. Религия, политика, нация // Гуманитарный ежегодник. — № 1. — Ростов-на-Дону: Изд-во РГУ, 2002. — С. 164—180.
- Митрохин, Л. Н. Религия и мораль в российском обществе (полемические заметки) // Гуманитарный ежегодник № 2. — Ростов-на-Дону: Изд-во РГУ, 2003. — С. 189—201.
- Митрохин, Л. Н. Философия религии: новые перспективы. Доклад на пленарном заседании Третьего Российского философского конгресса // III Российский философский конгресс «Рационализм и культура на пороге III тысячелетия». — Ростов-на-Дону, 2003. (Перепечатано в: Вопросы философии. — 2003. — № 8. — С. 18—36.)
- Митрохин, Л. Н. Реформация в России // Российская цивилизация. М., 2003. — С. 411—419.
- Митрохин, Л. Н. Понятие религии, её место и роль в современном мире // Религиоведение: Учебное пособие. — СПб., 2003. — С. 36—65.
- Митрохин, Л. Н. Нетрадиционные религии // Социологическая энциклопедия: В 2 т. — Т. II. —Национальный общественно-научный фонд / Руководитель научного проекта Г. Ю. Семигин; Главный редактор В. Н. Иванов.— М.: Мысль, 2003.— 863 с. ISBN 5-244-01015-8 ISBN 5-244-01017-4 — С. 48-49.
- Митрохин, Л. Н. Нибур Рейнхольд // Социологическая энциклопедия: В 2 т. — Т. II. —Национальный общественно-научный фонд / Руководитель научного проекта Г. Ю. Семигин; Главный редактор В. Н. Иванов.— М.: Мысль, 2003.— 863 с. ISBN 5-244-01015-8 ISBN 5-244-01017-4 — С. 51—52.
- Митрохин, Л. Н. Религия и политика // Социологическая энциклопедия: В 2 т. — Т. II. —Национальный общественно-научный фонд / Руководитель научного проекта Г. Ю. Семигин; Главный редактор В. Н. Иванов.— М.: Мысль, 2003.— 863 с. ISBN 5-244-01015-8 ISBN 5-244-01017-4 — С. 343—345.
- Митрохин, Л. Н. Англиканство // Философия: Энциклопедический словарь / Под ред. А. А. Ивина. — М.:Мысль, 2004. Т. I. — С. 43-44.
- Митрохин, Л. Н. Атеизм // Философия: Энциклопедический словарь / Под ред. А. А. Ивина. — М., 2004. Т. I. — С. 73—74.
- Митрохин, Л. Н. Бейль П. // Философия: Энциклопедический словарь / Под ред. А. А. Ивина. — М.:Мысль, 2004. Т. I. — С. 81—82.
- Митрохин, Л. Н. Гуманизм // Философия: Энциклопедический словарь / Под ред. А. А. Ивина. — М.:Мысль, 2004. Т. I. — С. 196—197.
- Митрохин, Л. Н. Диалектическая теология // Философия: Энциклопедический словарь / Под ред. А. А. Ивина. — М.:Мысль, 2004. Т. I. — С. 235—236.
- Митрохин, Л. Н. Ереси // Философия: Энциклопедический словарь / Под ред. А. А. Ивина. — М.:Мысль, 2004. Т. I. — С. 268—269.
- Митрохин, Л. Н. Кальвин Ж. // Философия: Энциклопедический словарь / Под ред. А. А. Ивина. — М.:Мысль, 2004. Т. I. — С. 347—348.
- Митрохин, Л. Н. Кальвинизм // Философия: Энциклопедический словарь / Под ред. А. А. Ивина. — М.:Мысль, 2004. Т. I. — С. 348—349.
- Митрохин, Л. Н. Кинг М. Л. // Философия: Энциклопедический словарь / Под ред. А. А. Ивина. — М.:Мысль, 2004. Т. I. — С. 368.
- Митрохин, Л. Н. Лютер М. // Философия: Энциклопедический словарь / Под ред. А. А. Ивина. — М.:Мысль, 2004. Т. I. — С. 462—463.
- Митрохин, Л. Н. Лютеранство // Философия: Энциклопедический словарь / Под ред. А. А. Ивина. — М., 2004. Т. I. — С. 463.
- Митрохин, Л. Н. Мистицизм // Философия: Энциклопедический словарь / Под ред. А. А. Ивина. — М.:Мысль, 2004. Т. I. — С. 505—506.
- Митрохин, Л. Н. Мифология // Философия: Энциклопедический словарь / Под ред. А. А. Ивина. — М.:Мысль, 2004. Т. I. — С. 509—511.
- Митрохин, Л. Н. Модернизм религиозный // Философия: Энциклопедический словарь / Под ред. А. А. Ивина. — М., 2004. Т. I. — С. 519—520.
- Митрохин, Л. Н. Мюнцер Т. // Философия: Энциклопедический словарь / Под ред. А. А. Ивина. — М.:Мысль, 2004. Т. I. — С. 537—538.
- Митрохин, Л. Н. Нетрадиционные религии // Философия: Энциклопедический словарь / Под ред. А. А. Ивина. — М.:Мысль, 2004. Т. I. — С. 573—574.
- Митрохин, Л. Н. Пацифизм религиозный // Философия: Энциклопедический словарь / Под ред. А. А. Ивина. — М.:Мысль, 2004. Т. I. — С. 639—640.
- Митрохин, Л. Н. Протестантизм // Философия: Энциклопедический словарь / Под ред. А. А. Ивина. — М.:Мысль, 2004. Т. I. — С. 698—700.
- Митрохин, Л. Н. Религия // Философия: Энциклопедический словарь / Под ред. А. А. Ивина. — М.:Мысль, 2004. Т. I. — С. 725—728.
- Митрохин, Л. Н. Сектантство // Философия: Энциклопедический словарь / Под ред. А. А. Ивина. — М.:Мысль, 2004. Т. I. — С. 757—758.
- Митрохин, Л. Н. Сервет М. // Философия: Энциклопедический словарь / Под ред. А. А. Ивина. — М.:Мысль, 2004. Т. I. — С. 764.
- Митрохин, Л. Н. Теология // Философия: Энциклопедический словарь / Под ред. А. А. Ивина. — М.:Мысль, 2004. Т. I. — С. 859.
- Митрохин, Л. Н. Тиллих П. // Философия: Энциклопедический словарь / Под ред. А. А. Ивина. — М.:Мысль, 2004. Т. I. — С. 867—868.
- Митрохин, Л. Н. Фейербах Л. // Философия: Энциклопедический словарь / Под ред. А. А. Ивина. — М.:Мысль, 2004. Т. I. — С. 899—900.
- Митрохин, Л. Н. Фидеизм // Философия: Энциклопедический словарь / Под ред. А. А. Ивина. — М.:Мысль, 2004. Т. I. — С. 907—908.
- Гараджа, В. И., Митрохин, Л. Н. Философия религии // Философия: Энциклопедический словарь / Под ред. А. А. Ивина. — М.:Мысль, 2004. Т. I. — С. 927—929 .
- Митрохин, Л. Н. Фундаментализм религиозный // Философия: Энциклопедический словарь / Под ред. А. А. Ивина. — М.:Мысль, 2004. Т. I. — С. 948—949.
- Митрохин, Л. Н. Цвингли У. // Философия: Энциклопедический словарь / Под ред. А. А. Ивина. — М.:Мысль, 2004. Т. I. — С. 965.
- Митрохин, Л. Н. Язычество // Философия: Энциклопедический словарь / Под ред. А. А. Ивина. — М.:Мысль, 2004. Т. I. — С. 1042—1043.
- Митрохин, Л. Н. Из бесед с академиком Ойзерманом // Вопросы философии. — 2004. — № 5. — С. 33-77.
- Митрохин, Л. Н. От научного атеизма к наукам о религии XXI века // Философско-методологические проблемы изучения религии (Материалы конференции 28-29 октября 2003 года). — М., 2004.

на других языках
- Mitrokhin L.N. Christian Values on the Verge of the Third Millennium // On the Eve of the 21-st Century. Perspectives of Russian and American Philosophers. Rowman & Littlefield Publishers. Boston. 1994.
- Mitrokhin L.N. Postcommunist Russia: Spiritual Renaissance and Religion // Russian Culture at the Threshold of the Third Millennium of Christianity. M., 1993. «Disput» magazine".
- Mitrochin, L. N. Współczesna filozofia burżuazyjna jako przedmiot badań (Современная буржуазная философия как предмет исследований). Перевёл Janusz Stawiński.  // «Studia Filozoficzne», nr 3, 47-59, 1973.  (пол.)